# Intel Core i7 (Nehalem)
Intel Core i7 es una familia de procesadores 10 y 8 núcleos de la arquitectura Intel x86-64.
Los Core i7 son los primeros procesadores que usan la microarquitectura Nehalem de Intel y es el sucesor de la familia Intel Core 2. El identificador Core i7 se aplica a la familia inicial de procesadores con el nombre clave Bloomfield.
El pseudónimo Core i7 no tiene un significado concreto, pero continúa con el uso de la etiqueta Core. Estos procesadores, primero ensamblados en Costa Rica, fueron comercializados el 17 de noviembre de 2008, y actualmente es manufacturado en las plantas de fabricación que posee Intel en Arizona, Nuevo México y Oregón.
Las memorias y placas base aptas para Core i7 serán vendidos antes del lanzamiento por algunos proveedores. Los procesadores podían ser reservados en los principales proveedores en línea.
Intel reveló los precios oficiales el 3 de noviembre de 2008. Las pruebas de rendimiento pueden consultarse en diversas páginas web.

## Características de Core i7
Nehalem representa el cambio de arquitectura más grande en la familia de procesadores Intel x86 desde el Pentium Pro en 1995. La arquitectura Nehalem tiene muchas nuevas características. La primera representa un cambio significativo desde el Core 2:
- FSB es reemplazado por la interfaz QuickPath en i7 (socket 1366), y sustituido a su vez en i7, i5 e i3 (socket 1156) por el DMI eliminando el NorthBrige e implementando puertos PCI Express (16 líneas en total) directamente, debido a que es más complejo y caro. Las placas base deben utilizar un chipset que soporte QuickPath. De momento solo está disponible para placas base de Asrock, Asus, DFI, EVGA, GigaByte, Intel, MSI y XFX y Dell

- El controlador de memoria se encuentra integrado en el mismo procesador.
- Memoria de tres canales (ancho de datos de 192 bits): cada canal puede soportar una o dos memorias DIMM DDR3. Las placa base compatibles con Core i7 tienen cuatro (3+1) o seis ranuras DIMM en lugar de dos o cuatro, y las DIMM deben ser instaladas en grupos de tres, no dos.
- Soporte para DDR3 únicamente.
- Turbo Boost: Permite a los distintos núcleos acelerarse "inteligentemente" por sí mismos cada 133 MHz por encima de su velocidad oficial, mientras que los requerimientos térmicos y eléctricos de la CPU no sobrepasen los predeterminados.
- Dispositivo Single-die: Los cuatro núcleos, el controlador de memoria, y la caché se encuentran dentro del mismo encapsulado.
- HyperThreading reimplementado. Cada uno de los cuatro núcleos puede procesar dos tareas simultáneamente, por tanto el procesador aparece como ocho CPU desde el sistema operativo. Esta característica estaba presente en la antigua microarquitectura Netburst introducida en los Pentium 4 HT.
- Solo una interfaz QuickPath: No concebida para placas base multiprocesador.
- Tecnología de proceso de 45 nm o 32 nm.
- 731 millones de transistores (1.170 millones en el Core i7 980x, con 6 núcleos y 12 MiB de memoria caché).
- Sofisticada administración de energía, puede colocar un núcleo no utilizado en modo sin energía.
- Capacidad de overclocking muy elevada (se puede acelerar sin problemas hasta los 4-4,1 GHz).

## Desventajas
- El Core i7, o por lo menos, las placas base para el Core i7 comercializadas a partir del 22 de noviembre de 2008, no son compatibles con ECC (Error checking and correction) de memoria. Algunos expertos, como por ejemplo, Daniel J. Bernstein,[7] recomiendan que sistemas sin soporte ECC no se usen para la computación científica, y en general tampoco a menos que al usuario no le importen los errores en los datos críticos.

- El Core i7 presenta un consumo máximo de 160W, con el consiguiente problema térmico y exigencia de potencia en la fuente de alimentación (aunque tiene un TDP de 130 W). Como desventaja adicional, resulta más difícil llevar este rendimiento a los ordenadores portátiles, enfrentándose así a únicamente 2 o 3 horas de batería.

## Procesadores
- Las velocidades de reloj listadas aquí son en modo normal. La velocidad en un solo núcleo puede ser incrementada hasta 400 MHz cuando los otros están desactivados.
- El multiplicador del microprocesador aumenta automáticamente cuando las condiciones lo permiten, en los i7 920 pasa de 20 a 21, si está habilitado el modo turbo.
- El 965 XE tiene multiplicadores separados para la memoria y los núcleos.
  - Las velocidades de memoria de DDR3-2000 son posibles, pero no soportadas por Intel.
  - Se han informado de velocidades de reloj de hasta unos 4 GHz, pero aún no están soportadas por Intel.[8]
- El procesador tiene un Thermal Design Power de 130 W y se ralentizará a sí mismo si es excedido. Esta característica puede ser deshabilitada.[9]
- Los modelos Core i7 920, 940 y 965 Extreme, que aparecieron en el mercado el mes de noviembre del 2008 en lotes de 1000 unidades con unos precios de 284, 562 y 999 dólares respectivamente.[10]

| Modelo               | Proceso de fabricación | Núcleos (tareas) | Velocidad de reloj (GHz) | Precio        | Caché                                 | Controlador de memoria   | QuickPath Interface | TDP   | Socket  | Fecha de salida          |
| -------------------- | ---------------------- | ---------------- | ------------------------ | ------------- | ------------------------------------- | ------------------------ | ------------------- | ----- | ------- | ------------------------ |
| 920                  | 45nm                   | 4 (8)            | 2,66                     | 230€          | 256 KiB L2/núcleo 8 MiB L3 compartida | 3 x DDR3 800/1.066 MHz   | 1 x 4,8 GT/s        | 130 W | LGA1366 | 17 de noviembre de 2008  |
| 930                  | 45nm                   | 4 (8)            | 2,8                      | 213€          | 256 KiB L2/núcleo 8 MiB L3 compartida | 3 x DDR3 800/1.066 MHz   | 1 x 4,8 GT/s        | 130 W | LGA1366 | 1 de marzo de 2010       |
| 940                  | 45nm                   | 4 (8)            | 2,93                     | Descatalogado | 256 KiB L2/núcleo 8 MiB L3 compartida | 3 x DDR3 800/1.066 MHz   | 1 x 4,8 GT/s        | 130 W | LGA1366 | 17 de noviembre de 2008  |
| 950                  | 45nm                   | 4 (8)            | 3,06                     | 495€          | 256 KiB L2/núcleo 8 MiB L3 compartida | 3 x DDR3 800/1.066 MHz   | 1 x 4,8 GT/s        | 130 W | LGA1366 | 3 de junio de 2009       |
| 960                  | 45nm                   | 4 (8)            | 3,2                      | -             | 256 KiB L2/núcleo 8 MiB L3 compartida | 3 x DDR3 800/1.066 MHz   | 1 x 4,8 GT/s        | 130 W | LGA1366 | Último trimestre de 2009 |
| 965 Extreme Edition  | 45nm                   | 4 (8)            | 3,2                      | 904€          | 256 KiB L2/núcleo 8 MiB L3 compartida | 3 x DDR3 1.333/1.600 MHz | 1 x 6,4 GT/s        | 130 W | LGA1366 | 17 de noviembre de 2008  |
| 975 Extreme Edition  | 45nm                   | 4 (8)            | 3,33                     | 999€          | 256 KiB L2/núcleo 8 MiB L3 compartida | 3 x DDR3 1.333/1.600 MHz | 1 x 6,4 GT/s        | 130 W | LGA1366 | 3 de junio de 2009       |
| 980X Extreme Edition | 32nm                   | 6 (12)           | 3,33                     | 999USD        | 6 x 256 KiB L2/núcleo 12 MiB L3       | 3 x DDR3 1.066 MHz       | 1 x 6,4 GT/s        | 130 W | LGA1366 | 15 de marzo de 2010      |

## Rendimiento
Se ha utilizado un Core i7 940 a 2,93GHz en un benchmark en 3DMark Vantage dando una puntuación de CPU de 17.966. El Core i7 920 a 2,66GHz da una puntuación de 16.294. En la anterior generación de procesadores Core, un Core 2 Quad Q9450 a 2,66GHz, se obtiene una puntuación de 11.131.
AnandTech ha probado el Intel QuickPath Interconnect (versión de 4,8 GT/s) y encontró que el ancho de banda de copia usando triple-channel 1066 MHz DDR3 era de 12,0 GB/s. Un sistema Core 2 Quad a 3,0 GHz usando dual-channel DDR3 a 1066 MHz logra 6,9 GB/s.
La técnica del overclocking será posible con la serie 900 y una placa base equipada con el chipset X58. En octubre de 2008, surgieron informes de que no será posible utilizar el "rendimiento" DIMM DDR3 que requieren voltajes superiores a 1,65V porque el controlador de memoria integrado en el núcleo i7 podría dañarse. Algunas pruebas, sin embargo, han demostrado que el límite de voltaje no es aplicado, como en una placa MSI, y los fabricantes pueden escoger enlazar el voltaje de la CPU a la memoria o no. Hacia el final de ese mes, los vendedores de memoria de alto desempeño han anunciado kits de memoria DDR3 1,65V con velocidades de hasta 2 GHz.
Algunos viejos artículos han sugerido que el diseño del i7 no es ideal para el desempeño en juegos. En un test hecho en hardware filtrado, un Core i7 940 comparado a un QX9770 mostraba que el Core i7 es más lento que el Yorkfield ciclo a ciclo en 2 juegos mientras que fue más rápido en otros dos. La diferencia en todos los casos es pequeña. Sin embargo, pruebas más recientes hechas en todas las velocidades del hardware oficial con controladores finales y revisiones de BIOS muestran que el Core i7 mínimamente vence al Yorkfield ciclo a ciclo de reloj, y en muchos casos lo excede en un promedio del 17%.
En una prueba del Super PI 1 M monotarea, un Core i7 920 corriendo a 2,66 Ghz finalizó la prueba en 15,36 segundos, mientras que un QX9770 (3,2 Ghz) la finalizó en 14,42 segundos, entonces el Core i7 ha ejecutado 2,5% menos instrucciones en esta prueba.
El Core i7 posee tres canales de memoria, y la velocidad de los mismos puede ser escogida configurando el multiplicador de memoria. Sin embargo, en antiguos benchmarks, cuando la velocidad es establecida más allá del umbral (1333 para un 965XE) el procesador solo accederá a dos canales de memoria simultáneamente. Un 965XE tiene mejor procesamiento de memoria con 3 módulos DDR3-1333 que con 3 DDR3-1600, y 2 módulos DDR3-1600 tienen casi el mismo rendimiento que 3 DDR3-1600.
Puesto que el Core i7 es un procesador de cuatro núcleos, la tecnología HyperThreading no produce ninguna mejora en la ejecución de cargas de trabajo con menos de cinco tareas simultáneas cuando todos los núcleos están encendidos, y algunas aplicaciones sufren una bajada en el rendimiento cuando HyperThreading está activado. Esta tecnología ofrece su mejor rendimiento cuando la carga de trabajo es de ocho o más tareas simultáneas.